# Verfahrensmechaniker in der Hütten- und Halbzeugindustrie
Der Verfahrensmechaniker in der Hütten- und Halbzeugindustrie war ein staatlich anerkannter Ausbildungsberuf nach Berufsbildungsgesetz. Die heutige Bezeichnung des Ausbildungsberufes ist Verfahrenstechnologe Metall.

## Ausbildungsdauer und Struktur
Die Ausbildungsdauer zum Verfahrensmechaniker in der Hütten- und Halbzeugindustrie beträgt in der Regel dreieinhalb Jahre. Die Ausbildung erfolgt an den Lernorten Betrieb und Berufsschule.
Es handelt sich um einen Ausbildungsberuf mit vier Fachrichtungen:
1. Eisen- und Stahl-Metallurgie,
2. Stahl-Umformung,
3. Nichteisen-Metallurgie sowie
4. Nichteisen-Metallumformung.

Er ist in einer gemeinsamen Ausbildungsordnung mit dem ebenfalls dreieinhalbjährigen Ausbildungsberuf Gießereimechaniker verordnet worden.

## Arbeitsgebiete
Verfahrensmechaniker in der Hütten- und Halbzeugindustrie steuern und regeln in ihrem jeweiligen Arbeitsgebiet die Produktionsanlagen zur Herstellung von Eisen, Stahl, Nichteisen oder die Anlagen zur Umformung von Stahl bzw. Nichteisen zu Halbzeugen und Fertigerzeugnissen.
Haben sie beispielsweise die Fachrichtung Eisen- und Stahl-Metallurgie gewählt, so sind sie in der Eisen- und Stahlerzeugung tätig. Sie stellen aus Erzen Roheisen her und verarbeiten es zu Stahl. Sie führen den Abstich und das Abschlacken der Schmelze durch und überwachen das Vergießen der Eisen- und Stahlschmelzen. Gleiches gilt für die Fachkräfte in der Fachrichtung Nichteisen-Metallurgie, jedoch sind es hier Metallschmelzen für Nichteisen-Metalle, die überwacht und vorbereitet werden.
Als Spezialist für die Stahl-Umformung rüsten sie Maschinen und Anlagen der Umformtechnik und Oberflächentechnik um und sorgen für einen einwandfreien Wiederanlauf. Sie stellen Blankstahl, Kaltprofile oder Stahlrohre her. Sie können aber auch bei Zulieferern beschäftigt sein.
In der Nichteisenmetall-Umformung verarbeiten sie Nichteisenmetalle wie Aluminium, Blei oder Zink zu Halbzeugen, d. h. Drähte, Bleche und Profile.

## Weiterbildungsmöglichkeiten
Aufstiegsweiterbildungen (Auswahl)
Industriemeister
- Fachrichtung Hüttentechnik
- Fachrichtung Gießerei
- Fachrichtung Metall

Staatlich geprüfter Techniker
- Fachrichtung Gießereitechnik
- Fachrichtung Werkstofftechnik
- Fachrichtung Maschinentechnik Schwerpunkt Verfahrenstechnik

Fach- und Betriebswirte, Fachkaufleute
- Industrie-Betriebswirt
- Technischer Fachwirt

Sind die entsprechenden Voraussetzungen erfüllt, sind auch folgende Hochschulstudiengänge möglich:
- Ingenieur für Gießereitechnik
- Ingenieur für Werkstofftechnik
- Ingenieur für Materialwissenschaften